# Birori
Birori (sardinsky: Bìroro) je italská obec (comune) v provincii Nuoro v regionu Sardinie. Nachází se ve výšce 450 metrů nad mořem a má 498 obyvatel. Rozloha obce je 17,33 km².